# Джигме Намгьел Вангчук
Джигме Намгьел Вангчук (дзонг-кэ འཇིགས་མེད་རྣམ་རྒྱལ་དབང་ཕྱུག་, род. 5 февраля 2016) — первый ребёнок и наследник короля Джигме Кхесар Намгьял Вангчука из Бутана и его жены Джецун Пема. 

## Биография
Его имя было объявлено 16 апреля 2016 года. До объявления он был известен только как Гьялси, что означает «принц». До его рождения его дядя по отцовской линии принц Джигъел Угъен был наследником нынешнего короля Джигме Кхесар Намгьял Вангчука. В честь рождения Джигме Намгьел Вангчука тысячи добровольцев посадили 108 000 деревьев в Бутане. Ожидается, что он станет шестым Друк Гьялпо (Король Бутана). У него есть младший брат Джигме Угъен Вангчук (род. 2020).
В марте 2024 года вместе с родителями, младшим братом и младшей сестрой Сонам Янгден Вангчук совершил зарубежный визит в Бангладеш.